# Bogdan Kalus
Bogdan Kalus (ur. 15 czerwca 1965 w Chorzowie) – polski aktor filmowy i teatralny, artysta kabaretowy.

## Życiorys
Po ukończeniu szkoły podstawowej trafił do szkoły muzycznej. Założył zespół rockowy, gdzie grał na perkusji.
W latach 1987–1992 występował w różnych grupach kabaretowych. W 1990 wraz z Michałem Brysiem i Grzegorzem Wolniakiem założył Teatr Korez w Katowicach, w którym grał w latach 1990-2014. Od 2008 współpracuje z Teatrem Capitol w Warszawie. Współzałożyciel kabaretu KaŁaMaSz od 2011.
Jest kapitanem Hokejowej Reprezentacji Artystów Polskich. W 2020 uczestniczył w 11. edycji programu rozrywkowego Polsatu Dancing with the Stars. Taniec z gwiazdami.

## Życie prywatne
Od 1993 żonaty z Katarzyną Kalus. W 1995 urodził im się syn, Piotr. Od 2003 mieszka i pracuje w Warszawie.
Kiedy miał 37 lat, przeżył zawał serca.

## Sukcesy
- W 2010 nagroda Prezydenta Chorzowa w Dziedzinie Kultury
- W 2008 nagroda Świra w kategorii: Aktor
- W 1995 był nominowany do nagrody wojewody śląskiego dla młodych twórców
- W 1998 zdobył 4. miejsce w plebiscycie na najpopularniejszego aktora na Śląsku zorganizowanym przez Gazetę Wyborczą

## Filmografia
- 1987: Ślązak (etiuda szkolna) – chłopak ze śląska
- 1989: Kluski śląskie (etiuda szkolna) – lepiący kluski
- 1991: Kamikadze - Mariusz, młody ojciec
- 1993: To i owo (etiuda szkolna) – ulotkarz
- 1998: Pięć minut (etiuda szkolna) – śpiewający Ślązak
- 1999-2008: Święta wojna - Gerard Nowok, kolega Bercika
- 2001: Nocka (etiuda szkolna) – biznesmen
- 2001: Angelus - ubek
- 2003: Ubu Król - ambasador Rosji
- 2003: Biała sukienka - Rysiek Suszko, mąż Zochy
- 2003: Kasia i Tomek - szef fachowców (odc. 5 seria III)
- 2004: Stacyjka - inżynier Jan Okoń (odc. 3-6, 8-10)
- 2004: M jak miłość - Bogdan, szef myjni samochodowej (odc. 218, 220, 231, 235)
- 2004: Karol. Człowiek, który został papieżem - urzędnik PZPR
- 2004: Dziupla Cezara - górnik Ewald Kokot (odc. 4-6, 9-13)
- 2004: Dziki - Zawadowski, kierowca TIR-a z orzeszkami (odc. 1)
- 2004: Camera cafe - Bodecki z księgowości (odc. 67_3)
- 2005: Wiedźmy - mieszkaniec Pragi (odc. 6)
- 2005: Pitbull - kierownik ochrony banku
- 2005: Kryminalni
  - informator (odc. 20)
  - taksówkarz (odc. 29)
- 2006: W krainie jaskrawych zabawek - ojciec Mai
- 2006: U fryzjera - klient (odc. 5)
- 2006–2016: Ranczo - Tadeusz Hadziuk
- 2006: Magda M. - uczestnik kursu (odc. 33)
- 2006–2008: Egzamin z życia - inspektor Gabryś Waligóra (odc. 53, 61, 65, 97, 106, 111)
- 2007: U Pana Boga w ogródku - muzyk Stefan Witaszek
- 2007: Ranczo Wilkowyje - Tadeusz Hadziuk
- 2007: Odwróceni - strażnik Małecki (odc. 6)
- 2007: Hela w opałach - Zygfryd (odc. 28)
- 2007: Halo Hans! – Ślązak von Slodovy
- 2007: Ekipa - major, członek Rady Bezpieczeństwa Narodowego (odc. 9)
- 2007: Afera mięsna (spektakl telewizyjny) – Adam Stokłosioński
- 2008: Na dobre i na złe - Wiesiek, szkolny kolega Pawicy (odc. 338)
- 2008: Mord założycielski (spektakl telewizyjny) – kolejarz
- 2008: Drzazgi - kierownik techniczny Śliwa
- 2009: Enen - sąsiad Grotów
- 2010: Ludzie Chudego - ślusarz (odc. 11)
- 2011: Ojciec Mateusz - Tadeusz, komendant w Opatowie (odc. 89)
- 2012: Portier z hotelu Mewa (spektakl telewizyjny) – pułkownik SB
- 2013: Może albo morze (etiuda szkolna) – turysta
- 2014: Dziwak (etiuda szkolna) – pacjent
- 2015: Klub włóczykijów i tajemnica dziadka Hieronika - Dionizy Kiwajło
- 2016: Druga szansa - prawnik (odc. 8, 12 seria II)
- 2017: Na Wspólnej - sanitariusz (odc. 2265, 2270, 2273)
- 2017: Targowisko (etiuda szkolna) – handlarz
- 2018: Nikiszowiec (etiuda szkolna) – mieszkaniec Rysiek
- 2019–2020: M jak miłość - ojciec Julki (odc. 1411, 1432, 1435, 1438, 1440, 1488)
- 2019: Cena (spektakl telewizyjny) – policjant Stanisław Godlewski
- 2019: 39 i pół tygodnia - policjant (odc. 8)
- 2020: Ojciec Mateusz - Ludwik Stępień (odc. 295)
- 2020: Lombard. Życie pod zastaw - Boguś, kolega Zefla (odc. 308)
- 2021: Brigitte Bardot cudowna - Lubow
- 2023: Radiostory - Słomiński

## Przedstawienia teatralne
- 1990: Scenariusz dla trzech aktorów, Bogusław Schaeffer, teatr Korez
- 1992: Kwartet dla czterech aktorów, Bogusław Schaeffer, teatr Korez
- 1993: Emigranci, Sławomir Mrożek, teatr Korez
- 1996: Niedźwiedź, Oświadczyny, Antoni Czechow, teatr Korez
- 1998: Konopielka, Edward Redliński, teatr Korez
- 1999: Homlet, Andrzej Celiński, teatr Korez
- 2001: Sztuka, Yasmina Reza, teatr Korez
- 2007: Afera Mięsna teatr telewizji Telewizja Polska S.A., jako Adam Stokłosiński
- 2008: Mord Założycielski teatr telewizji Telewizja Polska S.A., jako kolejarz
- 2008–2013: Smak Mamrota
- od 2013: Klub Mężusiów, teatr Teatr „Capitol” w Warszawie
- 2014: Cud Medyczny w Wilkowyjach
- 2015: Miłość i polityka, teatr Korez
- 2015: Przekręt (nie)doskonały czyli kto widział Pannę Flint, Teatr „Capitol” w Warszawie
- 2016: Swing (rola: Marek reż.: Dariusz Niebudek/Agencja Artystyczna Wonderland)
- 2017: Przygoda z ogrodnikiem

## Polski dubbing
- 2005: Karol. Człowiek, który został papieżem, jako Towarzysz nr 2